# Jason Timmis
Jason Timmis (15 februari 1988) is een golfprofessional uit de Engelse Midlands.
Als amateur deed Timmis van 2008-2011 mee aan toernooien die voor de wereldranglijst telden. Hij studeerde met een studiebeurs aan de Cameron University in Oklahoma, maar besloot zijn laatste studiejaar in Engeland af te maken om zo in het nationale team te kunnen spelen en naar de Tourschool te gaan. In 2011 speelde hij het Brits AMateur en bereikte de laatste 16.

## Professional
Timmis had handicap +3.1 toen hij in februari 2012 professional werd. Hij werd 20ste op de Tourschool van de EuroPro Tour, speelde daar in 2012 tien toernooien en haalde zeven keer de cut. Op de Tourschool van de Europese Tour haalde hij de Final Stage, zodat hij in 2013 op de Europese Challenge Tour speelt.